# Língua russina
A língua russina (autodenominado: русиньскый язык), também chamada de língua cárpato-rutena (um exônimo antiquado), é uma variante linguística eslava oriental falada pelos russinos (cárpato-rutenos) da Europa Central. Alguns linguistas não a consideram uma variante, mas uma língua separada que tem seu próprio código ISO 639-3, ao passo que outros a consideram como um dialeto da língua ucraniana. Trata-se de um assunto contemporaneamente controverso, e ambos os entendimentos possuem evidentes implicações políticas.

## Falantes
Conforme os censos nacionais, a população total dos falantes é de 70.734:
- Eslováquia – 33.482[6]
- Sérvia – 15.626[7]
- Ucrânia – 6.725[8]
- Polônia – 10.000[9]
- Croácia – 2.337[10]
- Hungria- 1.113[11]
- Tchéquia – 1.106[12]

## Geografia
Russino (mais especificamente o cárpato-russino) é falada no Oblast da Transcarpátia na Ucrânia, no nordeste da Eslováquia, sudeste da Polônia (onde era frequentemente descrito como łemkowski 'Lemko' por sua palavra лем / lem 'somente', ou Lyshak) e na Hungria (onde a língua e o povo são chamados "ruteno").

## Uso e classificação
Os primeiros especialistas a reconhecer a existência da língua russina como idioma separado pertenciam ao “Instituto de Estudos Balcânicos e Eslavos” de Moscou (Instituto de Estudos Eslavônicos da Academia Russa de Ciências). Isso ocorreu em 1992, e levou à realização de estudos complementares, que foram preparados por especialistas em fenômenos linguísticos.
Especialistas e políticos ucranianos não reconhecem os russinos como uma etnia separada, apesar de alguns falantes da língua russina se considerarem pertencentes a uma etnia separada da dos ucranianos. Linguistas da Ucrânia ainda consideram o russino com um dialeto do ucraniano, ligado ao dialeto Hutsul da região dos Cárpatos ucranianos.
Não há, assim, boas possibilidade de se fazer uma precisa estimativa dos falantes fluentes do russino no país, embora algumas pesquisas indiquem algo como um milhão de falantes vivendo na Ucrânia e na Eslováquia.
Tentativas de padronizar as diversas variantes do russino não foram bem sucedidas. Os russinos vivem em quarto países, e os esforços não tiveram sucesso pois os russinos que vivem fora de sua região tradicional não falam a língua fluentemente. Diversas ortografias foram desenvolvidos  (na maior parte dos casos com variantes do alfabeto cirílico) e existem diferentes padrões gramáticas existem, baseados em dialetos regionais.

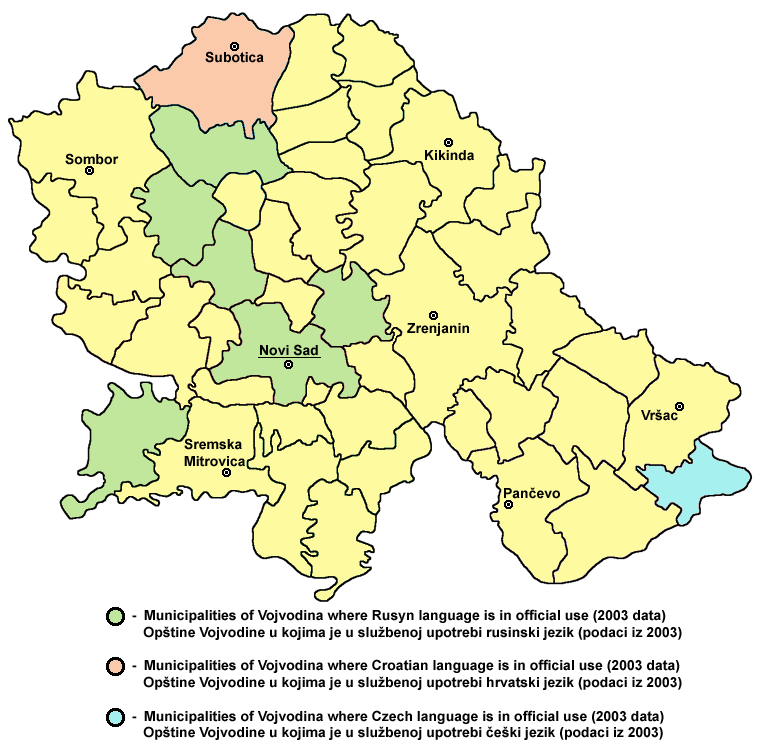
Uso oficial do russino da Panônia na Voivodina, Sérvia

A Sérvia reconheceu o russino, mais precisamente a língua russina da Panônia, como língua oficial minoritária na Voivodina. Desde 1995, é também reconhecida como língua de minoria da Eslováquia, sendo oficial em municipalidades onde mais de 20% dos habitantes falam a língua.
O russino é um idioma protegido pela Carta Europeia das Línguas Regionais ou Minoritárias na Sérvia, Eslováquia, Croácia e Romênia.
As primeira gramáticas do russino foram escritas por Dmytrij Vyslockij (Дмитрий Вислоцкий) Карпаторусский букварь (Karpatorusskij bukvar') Vanja Hunjanky (1931) Metodyj Trochanovskij Буквар. Перша книжечка для народных школ. (Bukvar. Perša knyžečka dlja narodnŷch škol.) (1935), e foi codificada na Eslováquia em 1995. A língua russina é uma das mais novas línguas eslavas com literatura própria.

## Jornais
Os seguintes jornais são escritos em russino:
- Karpatska Rus'
- Русинська бесіда
- Нанродны новинкы
- Podkarpatská Rus - Подкарпатська Русь
- Руснаци у Швеце - Rusnaci u Svece[21]

Dois são norte-americanos
- Amerikansky Russky Viestnik †
- Lemko (Philadelphia) |Lemko †

## Dialetos
A Língua cárpato-russina se divide conforme se segue:
| Nome                | Área | Anotação |
| ------------------- | --- | --- |
| Hutsul              | nas áreas montanhosas dos distritos de Suceava e Maramures da Romênia, no extremo sul do Oblast de Ivano-Frankivsk da Ucrânia, também em partes do Oblast de Chernivtsi e do Oblast da Transcarpátia, ambos na Ucrânia) e nas encostas norte dos Montes Cárpatos. | |
| Boyko               | Área norte dos Cárpatos no Oblast de Leópolis e de Ivano-Frankivsk da Ucrânia. Pode ser encontrado ainda ao longo da fronteira na Voivodia da Subcarpácia da Polônia.                                                                                             | |
| Lemko               | Fora da Ucrânia, em Presov da Eslováquia, lado sul dos montes Cárpatos. Antes era no lado norte das mesmas montanhas, no que é hoje o sudoeste da Polônia, antes da “Operação Vístula”, hoje habitada por diversas comunidades que estavam no norte da Polônia.   | Sendo revivido, na Polônia com o status de língua de minorias. Um jornal, o “Karpatska Rus”, vem sendo publicado desde 1939. |
| Rusyn Doliniano     | Oblast da Transcarpátia da Ucrânia. | |
| Russino subcarpátio | Oblast da Transcarpátia da Ucrânia. | |
| Russino Pryashiv    | Presov (emn Rusyn: "Пряшів" ) da Eslováquia e em comunidades de emigrados nos Estados Unidos. | |
| Russino da Panônia  | Noroeste da Sérvia e leste da Croácia. | Uma das línguas oficiais da Província Autônoma Sérvia da Voivodina.                                                          |
| Bačka               | Noroeste da Sérvia e leste da Croácia. | Uma das línguas oficiais da Província Autônoma Sérvia da Voivodina.                                                          |

Boiko, Hutsul, Lemko e Dolinian são por vezes considerados como dialetos do ucraniano, bem como seus falantes são considerados ucranianos.

## Alfabeto
| Maiúscula | Pequenal | Nome               | Translit. | Pronúncia | Notas                                 |
| --------- | -------- | ------------------ | --------- | --------- | ------------------------------------- |
| А         | а        | a                  | a         | /a/       |                                       |
| Б         | б        | бы                 | b         | /b/       |                                       |
| В         | в        | вы                 | v         | /v/       |                                       |
| Г         | г        | гы                 | h         | /ɦ/       |                                       |
| Ґ         | ґ        | ґы                 | g         | /ɡ/       |                                       |
| Д         | д        | ды                 | d         | /d/       |                                       |
| Е         | е        | e                  | e         | /e/       |                                       |
| Є         | є        | є                  | je        | /je/      |                                       |
| Ё         | ё        | ё                  | jo        | /jo/      | não no russino panônio                |
| Ж         | ж        | жы                 | ž         | /ʒ/       |                                       |
| З         | з        | зы                 | z         | /z/       |                                       |
| И         | и        | и                  | y         | /ɪ/       |                                       |
| І         | і        | i                  | i         | /i/       | não no russino panônio                |
| Ы         | ы        | ы                  | y         | /ɨ/       | não no russino panônio                |
| Ї         | ї        | ї                  | ji        | /ji/      |                                       |
| Й         | й        | йы                 | j         | /j/       |                                       |
| К         | к        | кы                 | k         | /k/       |                                       |
| Л         | л        | лы                 | l         | /l/       |                                       |
| М         | м        | мы                 | m         | /m/       |                                       |
| Н         | н        | ны                 | n         | /n/       |                                       |
| О         | о        | o                  | o         | /o/       |                                       |
| П         | п        | пы                 | p         | /p/       |                                       |
| Р         | р        | ры                 | r         | /r/       |                                       |
| С         | с        | сы                 | s         | /s/       |                                       |
| Т         | т        | ты                 | t         | /t/       |                                       |
| У         | у        | у                  | u         | /u/       |                                       |
| Ф         | ф        | фы                 | f         | /f/       |                                       |
| Х         | х        | хы                 | x, ch     | /x/       |                                       |
| Ц         | ц        | цы                 | c         | /ts/      |                                       |
| Ч         | ч        | чы                 | č         | /t͡ʃ/      |                                       |
| Ш         | ш        | шы                 | š         | /ʃ/       |                                       |
| Щ         | щ        | щы                 | šč        | /ʃt͡ʃ/     |                                       |
| Ѣ         | ѣ        | їть                |           | /ji/, /i/ | Usada antes da Segunda Guerra Mundial |
| Ю         | ю        | ю                  | ju        | /ju/      |                                       |
| Я         | я        | я                  | ja        | /ja/      |                                       |
| Ь         | ь        | мнягкый знак (ірь) | ′         | /ʲ/       | indica consoante anterior palatizada  |
| Ъ         | ъ        | твердый знак (ір)  | ′         |           | não no russino panônio                |

## Amostra de texto
Тож Шануйме Рідне Слово; Од Велика Аж До Мала; Вшытко Інше Зме Стратили; Лем Бесіда Нам Остала;
Tradução
Respeita tua língua nativa; Desde os mais velhos aos mais jovens; Quando perdemos tudo; Somente nossa língua permaneceu;